# 320

## Esdeveniments
- Imperi Romà: Licini I revoca l'edicte de Milà als seus dominis orientals.
- Khenoboskion (Egipte): Sant Pacomi hi funda el primer monestir del país.

## Naixements
- Roma: Flavi Juli Constant, emperador romà. (m. 350)
- Roma: Sext Aureli Víctor, historiador. (m. 390)

## Necrològiques
- Egipte: Ammonas, monjo asceta fundador.